# Економіка Литви
Литва — розвинена індустріально-аграрна країна. Основні галузі промисловості: електромоторна, радіоелектронна, нафтопереробна, суднобудівна, харчова, сільськогосподарське машинобудування, оптичне обладнання, гірнича. Найбільшу частку валової пром. продукції дають харчова, легка, машинобудівна і металообробна галузі промисловості. Транспорт — залізничний, автомобільний, річковий, морський. Гол. морський порт — Клайпеда. Гол. річковий порт — Каунас.
За даними [Index of Economic Freedom, The Heritage Foundation, U.S.A. 2001]: ВВП — $ 8 млрд. Темп зростання ВВП — 5,1 %. ВВП на душу населення — $ 19 100. Прямі закордонні інвестиції — $ 611 млн. Імпорт — $ 4,9 млрд (г.ч. Росія — 21,2 %, Німеччина — 16,0 %, Польща — 6,0 %, Італія — 4,4 %). Експорт — $ 3,9 млрд (г.ч. Росія — 16,5 %, Німеччина — 13,1 %, Латвія — 11,1 %, Білорусь — 8,8 %, Україна — 7,8 %).
З аграрної країни до середини 1970-х Литовська РСР перетворилася в індустріально-аграрну республіку. Провідними галузями промисловості стали машинобудування і металообробна, а харчова і легка промисловість не втратили свого значення. Були створені нові галузі — хімічна, мікробіологічна і нафтопереробна. Побудовані великі підприємства, серед яких — станкобудівний завод «Жальгіріс», Клайпедський суднобудівний завод «Балтія», Паневезький «Екранас», Шауляйський телевізійний, «Snaigė», завод «Азотас» в Йонаве, Клайпедський домобудівельний комбінат, Утенська трикотажна фабрика, Алітусський м'ясокомбінат і інші. У 1959 була пущена Каунаська ГЕС, а в 1983 перший блок Ігналінської АЕС. Значні зміни сталися в сільському господарстві. До 1952 була завершена примусова колективізація, більшість сільських жителів переселилися в колгоспи і радгоспні селища. Здійснювалася механізація і спеціалізація сільського господарства, були встановлені тверді плани закупівлі продукції. Найбільш швидкими темпами розвивалося м'ясне і молочне тваринництво.

## Розвиток після відновлення державної незалежності
Литовська республіка, діставши незалежність, почала економічні реформи, в основі яких лежала програма приватизації промислових підприємств, аграрного сектора, зв'язку. Був створений Литовський банк, проведена лібералізація цін, введена національна валюта — літ. Внаслідок реструктуризації частина підприємств була закрита, частина («Вільняус Вінгис», «Екранас» і інш.) переорієнтована на світовий ринок.
До 1995 були приватизовані 48 % великих і 45 % малих підприємств. Аж до середини 1992 до приватизації допускалися тільки вітчизняні інвестори, що мали спеціальні ваучери. Більшість приватизованих підприємств склали підприємства сфери послуг і невеликі промислові підприємства. Друга стадія приватизації почалася в 1996 з обміну акцій на готівку на конкурсній основі для іноземних інвесторів. У 1996—1997 цим способом було приватизовано 158 підприємств, і частка іноземного капіталу становила вже 79 %. До кінця 1998 президент В.Адамкус ввів в дію новий закон про приватизацію, що передбачає комерційне агентство по приватизації. До 1999 були виставлені на продаж 1098 середніх і 14 найбільших підприємств, починаючи від нафтодобувних підприємств і кінчаючи Центром державного радіо і телебачення і Балтійською судноверф'ю, які були куплені данськими інвесторами. За час реформ державні сільськогосподарські підприємства (радгоспи і колгоспи) були розпущені, а число приватних фермерів збільшилося з 7 тис. в 1991 до 73 тис. в 1993. До 1995 практично всі ферми належали приватним особам.
Через фінансову нестабільність валовий внутрішній продукт Литви в перші роки незалежності був найнижчим в Прибалтиці. У період між 1989 і 1992 він скоротився на 50 %, але в 1993 стабілізувався, а у 1994 зріс на 0,6 %. У 1996 ВВП зріс на 4,7 %, а в 1997 — на 5,7 %. Промисловість дає 30-35 % ВВП. Швидше за інших ростуть такі галузі, як текстильна і нафтопереробна промисловість, приладобудування. Близько 20 % ВВП дає сільськогосподарське виробництво, особливо виробництво зернових, цукрового буряка і молочних продуктів. У 1998 Росія залишалася найбільшим торговельним партнером Литви, 43 % усього її експорту йшло в країни СНД. У той же час в 1998 майже 34 % литовського експорту було спрямовано в країни ЄС.
Дві найбільші електростанції, — атомна в Ігналіне і ГРЕС в Електренай, — забезпечують Литву електроенергією. Уран, необхідний для АЕС, імпортується з Росії.

### Азартні ігри
Азартні ігри в Литві є легальними в звичайних казино та з 2016 року — в інтернеті. В литві є 18 звичайних казино в 5 містах (Клайпеда, Каунас, Паневежис, Сауле, Вільнюс). Лотереї в Литві є законними, але завжди зобов'язані мати благодійну складову.